# Stromerius
Stromerius — вимерлий рід ранніх китів базилозаврид, відомий з пізнього еоцену (приабон, 37,2–33,9 мільйона років тому) у Фаюмі, Єгипет.

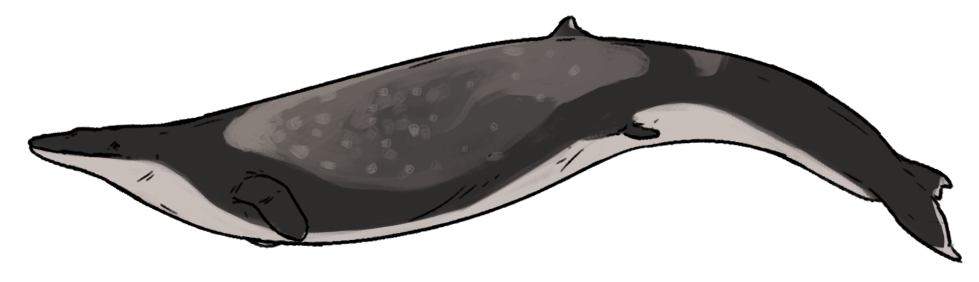
Художня реконструкція

Стромерій відомий з кількох добре збережених хребців. Характерні ознаки роду: довгі та спрямовані вперед метафізи (кісткові відростки) на поперекових хребцях; відносно короткий поперековий відділ хребта з дванадцятьма хребцями, чотири з яких інтерпретуються як гомологічні крижовим хребцям; один з двох знайдених грудних хребців має дорсально спрямований хребцевий відросток, що інтерпретується як антиклінальний (відростки інших хребців нахилені до цього конкретного хребця), що є примітивною ретенцією у Stromerius, якої немає в інших базилозаврів. Stromerius крупніший за сучасного йому Saghacetus, але менший за давнішого Dorudon.
Gingerich, 2007 зробив S. nidensis типовим видом підродини Stromeriinae, але лише коротко згадав про цю запропоновану підродину у своїй анотації.
Рід названий на честь німецького палеонтолога Ернста Штромера фон Рейхенбаха, який здійснив новаторську роботу з відновлення скам'янілостей китів в Єгипті. Назва виду походить від латинського nidus, «гніздо», на честь арабської назви типової місцевості Гарет-ель-Еш, «пагорб гнізда».